# Phantasmagoria
Phantasmagoria is het derde studioalbum van Curved Air. Het album is vernoemd naar het gelijknamige gedicht van Lewis Carroll. Met name Monkmans composities zijn gebaseerd op dat gedicht over het leven als geesten. Het is een soort lange suite, die de vroegere Lp-kant 2 in beslag nam. Men vond de muziek beter in balans ten opzichte van het vorige album, de enigszins gladde progressieve rock van Second album werd hier afgewisseld door experimentelere gedeelten, zoals  Whose shoulder are you looking over anyway. Dat nummer is een elektronische bewerking van de solozangstem van Kristina door Monkman. Kristina citeert daarin een stuk uit het werk van Carroll:

CANTO IV:

Hys Nouryture "Oh, when I was a little Ghost, A merry time had we! Each seated on his favourite post, We chumped and chawed the buttered toast They gave us for our tea.

Haar stem werd door de EMS Synthi 100 vervormd, het apparaat was toen net op de markt.
De muziek werd dan wel door critici beter gevonden dan de muziek van het vorig album, met de band ging het bergafwaarts. Er moest weer een nieuwe muzikant aangetrokken worden. Ian Eyre vertrok en Mike Wegdwood kwam Curved Air versterken. Echter het vele toeren en de verhouding tussen Way en Monkman begon te vertroebelen. Ze speelden (toen) wel samen in een band, maar daar was alles mee gezegd. Een gezamenlijk stuk opleveren lukte nauwelijks (meer) en Monkman stelde later vast dat met het vertrek van de originele bassist, ook de band aan haar eindsprint begon. Het eigenaardige van dit album is dan ook dat de stukken van Way op kant 1 en de stukken van Monkman op kant 2 stonden. Na alweer een Amerikaanse tournee na Phantasmagoria viel Curved Air uit elkaar. Pilkington-Miksa ging spelen bij Kiki Dee.

## Musici
- Sonja Kristina Linwood – zang

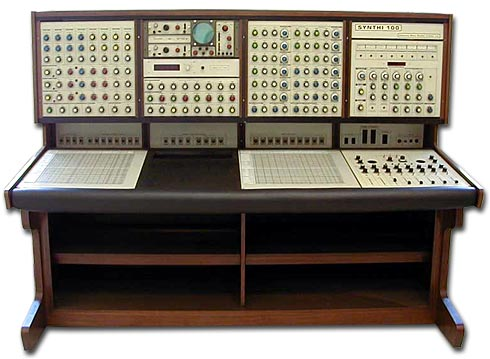
EMS Synthi 100

- Darryl Way – elektrische viool, toetsinstrumenten, buisklokken
- Francis Monkman – elektrische piano, gitaar
- Mike Wedgwood – basgitaar
- Florian Pilkington-Miksa – slagwerk

met
- Annie Stewart – dwarsfluit (2
- Crispian Steel-Perkins – trompet (3, 8)
- Paul Cosh – tompet (3,8, 9)
- Jim Watson – trompet (3,8,9)
- George Parnaby – trompet (3,9)
- Chris Pyne – trombone (3)
- Alan Gout – trombone (3)
- David Purser – trombone (3,8,9)
- Steve Saunders – trombone (3,8,9)
- Doris the cheetah (4)
- Frank Ricotti – percussie (8,9)
- Mal Linwood-Ross, Jean Akers, Colin Caldwell – percussie (9)

## Muziek
Alles opgenomen in de Advision Studio behalve Ultra-Vivaldi en Whose shoulder are you looking over anyway, die zijn opgenomen in de EMS Studio in Londen.
| Nr. | Titel                                                | Duur |
| --- | ---------------------------------------------------- | ---- |
| 1.  | Marie Antoinette (Way, Kristina)                     | 6:14 |
| 2.  | Melinda (more or less) (Kristina)                    | 3:22 |
| 3.  | Not quite the same (Way, Kristina)                   | 3:41 |
| 4.  | Cheetah (Way)                                        | 3:30 |
| 5.  | Ultra-Vivaldi (Way, Monkman)                         | 1:21 |
| 6.  | Phantasmagoria (Monkman)                             | 3:13 |
| 7.  | Whose shoulder are you looking over anyway (Monkman) | 3:23 |
| 8.  | Over and above (Monkman)                             | 8:32 |
| 9.  | Once a ghost, always a ghost (Monkman, Kristina)     | 4:20 |

De band sneed met haar teksten weer een aantal penibele onderwerpen aan. Marie Antoinette gaat over rijk tegenover arm, Melinda (more or less) over de teloorgang van een drugsverslaafde, Not quite the same over verslaving aan masturbatie om de eenzaamheid te verdrijven. De stukken van Monkman behandelen het thema dat geesten zich onder ons bevinden en dat we dan net zo goed vriendelijk tegen ze kunnen zijn. Ultra-Vivaldi is wederom een hommage van Way (en Monkman) aan Antonio Vivaldi. 

### Britse Album Top 50
Het was het laatste muziekalbum van Curved Air dat de Britse Albumlijst haalde.
| Hitnotering: 13-5-1972 t/m 23-6-1972 | Hitnotering: 13-5-1972 t/m 23-6-1972 | Hitnotering: 13-5-1972 t/m 23-6-1972 | Hitnotering: 13-5-1972 t/m 23-6-1972 | Hitnotering: 13-5-1972 t/m 23-6-1972 | Hitnotering: 13-5-1972 t/m 23-6-1972 | Hitnotering: 13-5-1972 t/m 23-6-1972 |
| Week:                                | 1                                    | 2                                    | 3                                    | 4                                    | 5                                    |                                      |
| ------------------------------------ | ------------------------------------ | ------------------------------------ | ------------------------------------ | ------------------------------------ | ------------------------------------ | ------------------------------------ |
| Positie:                             | 43                                   | 20                                   | 28                                   | 29                                   | 40                                   | uit                                  |